# 刘建明 (1967年)
刘建明（1967年5月—），浙江绍兴人，汉族，中国共产党党员。中华人民共和国政治人物、第十三届全国人民代表大会浙江省代表。

## 生平
2018年，刘建明被选为浙江省出席第十三届全国人民代表大会代表。